# Lasă-mi toamnă pomii verzi
Lasă-mi toamnă pomii verzi este un cântec compus de Margareta Pâslaru în 1980, inspirata de versurile poeziei "Cântec" de Ana Blandiana. Melodia a fost remixată cu succes de Claudiu Mirică pentru albumul Retro în 2008; la televiziune au preluat-o adolescenți și tineri, solo sau formații .
„În lungile turnee prin țară, devoram volume de versuri. Așa am descoperit poeziile lui Virgil Carianopol și pe cele ale Anei Blandiana. Poezia Anei Blandiana, sensibilitatea ei, au stârnit în mine sentimente profunde, mult peste înțelesul strict al versurilor. Forța destinului, pierderea zilei, a cerului lin, a păsărilor, disperata ofrandă. Inspirată, am fredonat tema melodică a refrenului «Lasă-mi, toamnă, pomii verzi» până am ajuns acasă. Iar la pian am definitivat restul piesei.”—M. Pâslaru
Margareta Pâslaru a lansat "Lasă-mi toamnă, pomii verzi" în 1980, la emisiunea lui Titus Munteanu, Șlagăre în devenire, de la Sala Radio. În 1981, Casa Electrecord a scos primul disc de autor - vinil, turație 45 -  care a inclus două compoziții: "Lasă-mi toamnă, pomii verzi" și "Păsările nu mor niciodată". In 2010 acelasi slagar da titlul CD-ului aniversar de autor "50 de ani de la primul disc", recunoaștere ce-i aduce legendarei artiste Margareta Pâslaru "Trofeul Electrecord". 
În 2004, cititorii ziarului Jurnalul Național au votat șlagărele generației "de aur" iar, în urma celor 5.000 de voturi, "Lasă-mi, toamnă, pomii verzi" s-a situat printre cele mai votate zece piese. Șlagarul primește votul publicului și în "Top 80" Radio România Actualități, ca fiind unul dintre cele mai frumoase cântece din ultimii 80 de ani.